# Yūta Minami
Yūta Minami (jap. 南 雄太, Minami Yūta; * 30. September 1979 in Kawasaki, Präfektur Kanagawa) ist ein ehemaliger japanischer Fußballspieler.

## Karriere

### Verein
Minami spielte während der Grundschule im Verein Musashigaoka FC in Setagaya (Tokio), während der Mittelschule in der Jugendmannschaft des Vereins Yomiuri Nippon SC (heute Tokyo Verdy) und besuchte dann die Shizuoka-Gakuen-Oberschule die eine Vielzahl an Profifußballern hervorbrachte. Nach seinem Schulabschluss wurde er 1998 vom Erstligisten Kashiwa Reysol unter Vertrag genommen, 2010 wechselte er in die Präfektur Kumamoto zum Zweitligisten Roasso Kumamoto. Für Kumamoto absolvierte er 155 Ligaspiele. 2014 unterschrieb er einen Vertrag beim Ligakonkurrenten Yokohama FC. 2019 wurde er mit Yokohama Vizemeister der Zweiten Liga und stieg in die Erste Liga auf. Ende Juli 2021 wechselte er auf Leihbasis zum Zweitligisten Ōmiya Ardija. Für den Verein aus Saitama stand er 19-mal zwischen den Pfosten. Nach Ende der Ausleihe wurde er von Ōmiya Ardija am 1. Februar 2022 fest unter Vertrag genommen. Am Ende der Saison 2023 musste er mit dem Verein als Tabellenvorletzter in die dritte Liga absteigen. Nach dem Abstieg beendete er seine Karriere als Fußballspieler.

### Nationalmannschaft
Mit der japanischen U-20-Nationalmannschaft qualifizierte er sich für die Junioren-Fußballweltmeisterschaft 1997 sowie 1999.

## Erfolge
Kashiwa Reysol
- Japanischer Ligapokalsieger: 1999